# Amana kuocangshanica
Amana kuocangshanica är en liljeväxtart som beskrevs av D.Y.Tan och Hong De-Yuan. Amana kuocangshanica ingår i släktet Amana och familjen liljeväxter. Inga underarter finns listade.